# حقوق کشاورزی
حقوق کشاورزی (در کامن لا:Agricultural law)، که گاهی در کامن لا به آن Ag Law نیز گفته می‌شود، به موضوعات حقوقی مانند زیرساخت‌های کشاورزی، بذر، آب، کود، استفاده از آفت کش‌ها، امور مالی کشاورزی، نیروی کار کشاورزی، بازاریابی کشاورزی، بیمه کشاورزی، مالکیت زمین و سیستم اجاره، فرآوری کشاورزی، صنعت روستایی و قوانین کشاورزی می‌پردازد. با اجرا و استفاده از فناوری‌های نوین، موضوعاتی از جمله اعتبار، مالکیت فکری، تجارت و بازرگانی محصولات کشاورزی نیز شامل این بخش از حقوق می‌باشد.

## در ایالات متحده
به عبارت ساده، حقوق کشاورزی مطالعه قوانین و مقررات خاصی است که در مورد تولید و فروش محصولات کشاورزی اعمال می‌شود. «استثناگرایی کشاورزی»، یا استفاده از استثنائات قانونی برای حمایت از صنعت کشاورزی، در سراسر جهان فراگیر است. دانشکده‌های حقوق و دانشمندان حقوقی آمریکا برای اولین بار در دهه ۱۹۴۰ میلادی، زمانی که دانشکده‌های حقوق در ییل، هاروارد، تگزاس و آیووا دوره‌های حقوق کشاورزی را کاوش و آغاز کردند، قانون کشاورزی را به عنوان یک رشته به رسمیت شناختند. با این حال، این تلاش‌های اولیه کوتاه‌مدت بود و قانون کشاورزی به‌عنوان یک رشته متمایز برای سه دهه دوباره ظاهر نشد. در سال ۱۹۷۹ میلادی، یک مجله علمی به نام مجله حقوق کشاورزی راه اندازی شد. در سال ۱۹۸۰ میلادی، انجمن حقوق کشاورزی آمریکا تشکیل شد و یک برنامه مدرک پیشرفته حقوق کشاورزی «LL.M. Program»، در دانشکده حقوق دانشگاه آرکانزاس شکل یافت. در سال ۱۹۸۱ میلادی، پانزده جلد رساله حقوق کشاورزی منتشر شد و در سال ۱۹۸۵ میلادی، اولین کتاب پرونده‌ای Agricultural Law: Cases and Materials توسط انتشارات West Publishing منتشر شد.
در سال‌های اخیر، مطالعات حقوق کشاورزی برای گنجاندن ملاحظات گسترده‌تری در مورد تأثیر تولیدات کشاورزی، از جمله مسائل مربوط به قوانین زیست‌محیطی، پایداری، رفاه حیوانات، و قانون و سیاست مواد غذایی گسترش یافته‌است. بازتاب این گسترش را می‌توان در سال ۲۰۰۹ و «LL.M. Program» و در تغییر نام این برنامه به «LL.M Program in Agricultural and Food Law» دید. در سال ۲۰۱۰ دومین کتاب درسی حقوقی با عنوان «Food, Farming & Sustainability: Readings in Agricultural Law» منتشر شد. و در سال ۲۰۱۲، انجمن دانشکده‌های حقوق آمریکا نام بخش حقوق کشاورزی خود را به قانون کشاورزی و مواد غذایی تغییر داد. رشته نوظهور قانون و سیاست مواد غذایی ریشه در رشته قانون کشاورزی و همچنین قوانین سنتی غذا و دارو دارد.

### استنادات درون خطی
1. ↑  Schneider, Susan (2010). "A Reconsideration of Agricultural Law". William & Mary Environmental Law and Policy Review. V. 34, Issue 3: 935–963.
2. ↑  Skogstad, Grace (1998). "Ideas, Paradigms, and Institutions: Agricultural Exceptionalism in the European Union and the United States". Governance. 11: 463–468.
3. ↑  Hannah, Harold (1946). "Law and Agriculture". Virginia Law Review. 32: 781–784.
4. ↑  Hamilton, Neil (1990). "The Study of Agricultural Law in the United States". Arkansas Law Review. 43: 503–515.
5. ↑  Schneider, Susan (2005). "Thoughts on Agricultural Law and the Role of the American Agricultural Law Association". Drake Journal of Agricultural Law. 10: 2–10.
6. ↑  "LL.M. Program in Agricultural & Food Law".
7. ↑  Harl, Neil (1985). Agricultural Law. Matthew Bender.
8. ↑  Pedersen, Donald (1985). Agricultural Law: Cases and Materials. West.
9. ↑  Schneider, Susan (2016). Food, Farming, & Sustainability: Readings in Agricultural Law. Carolina Press.
10. ↑  Schneider, Susan (2010). Food, Farming, and Sustainability: Readings in Agricultural Law (2nd ed. 2016). Carolina Press.
11. ↑  Emily Broad Leib and, Baylen Linnekin (2014). "Food Law & Policy: The Fertile Field's Origins & First Decade". Wisconsin Law Review. 2014: 557. Archived from the original on 19 April 2021. Retrieved 10 October 2022.